# 이중로
이중로(李重老, 1577년 ~ 1624년)는 조선 중기의 무신으로 자는 진지, 호는 송계거사, 본관은 청해이다.

## 생애
개국공신 이지란의 7대손으로 동지충추부사 이인기와 전주 이씨 감찰 이경의 딸의 아들이다. 조부는 이옥, 증조부는 이정걸 고조부는 이순희 5대조는 이효강 6대조는 이화영이다. 1605년 무과에 급제해 선전관과 훈련도감남청을 지내고 1621년 이천 부사가 되었다. 1623년 인조 반정 당시 훈련대장 이흥립, 장단 부사 이서 등과 함께 장졸을 모아 가담하여 정사공신 2등에 책록되고 청흥군에 봉해졌다.
광해군이 강화도로 유배당하자 강화 부윤이 되어 잘 보살폈고 오위도총부부총관과 훈련도정을 겸임하고 포도대장을 지냈다.
1624년 이괄의 난이 일어나자 황해도방어사로 부도제찰사 이시발과 함께 예성강 상류 마탄에서 반란군을 막으려다가 기습을 받아 우방어사 이성부와 함께 싸우다 전사했다.
인조는 그의 죽음에 매우 슬퍼했다고 하며 그의 시신은 우여곡절로 유효걸이 전복에 싸 와 무덤에 묻었다. 후에 그의 아들 이문웅이 옛 이괄의 부하였던 이수백을 자기 아버지를 죽인 이괄의 무리라 하여 대낮에 살해해버렸다.

## 같이 보기
- 《이중로 정사공신교서 및 초상 - 이중로 정사공신교서》 - 보물 제1174-1호
- 《이중로 정사공신교서 및 초상 - 이중로 초상》 - 보물 제1174-2호